# Пушкинская улица (Ижевск)
Пу́шкинская у́лица — одна из крупнейших центральных улиц Ижевска. Пролегая от Железнодорожного переулка до улицы Холмогорова, улица пересекает почти всю нагорную часть Ижевска с юга на север. Южная часть улицы до перекрёстка с Советской улицей расположена в Первомайском, а северная часть — в Октябрьском административном районе города.
Пушкинская является одной из самых протяжённых улиц столицы Удмуртии. Нумерация домов ведётся от Железнодорожного переулка.

## Описание
Улица начинается в частном секторе Первомайского района Ижевска от Железнодорожного переулка, являясь продолжением улицы Щедрина на север. В частном секторе она пересекает Ястребовский и Ботенёвский переулки и выходит к перекрёстку с улицей Василия Чугуевского. Именно с этого перекрёстка Пушкинская начинается как магистральная улица Ижевска: её проезжая часть расширяется до 4 полос, а деревянные дома по сторонам сменяются новостройками.
Далее улица пересекает улицу Карла Либкнехта (круговой перекрёсток), Пастухова и Ленина. После перекрёстка с Советской улицей Пушкинская поднимается в гору, достигая наивысшей точки у Дома Правительства Удмуртии, где слева к ней примыкает Центральная площадь, а справа улицы Лихвинцева и Наговицына. После Центральной площади улица спускается с горы, пересекая Верхне-Узенький и Широкий переулки, а также крупную транспортную магистраль — улицу Кирова.
Далее Пушкинская пересекает улицу Шумайлова, Раздельный и Северный переулки, Майскую улицу. К последнему северному участку улицы примыкают магистральная улица 10 лет Октября и небольшая — Сакко и Ванцетти, после чего в районе торгово-развлекательного комплекса «Талисман» Пушкинская заканчивается, упираясь в улицу Холмогорова.

## История
Ещё в начале XX века у улицы не было даже своего собственного названия, и именовалась она порядковым номером — Восьмая улица. В тот период улица была окраиной Ижевского посёлка и была застроена ничем не примечательными деревянными домами. Собственное имя впервые появилось у улицы в декабре 1918 года, когда Ревграждансовет Ижевска переименовал её северную часть в Пролетарскую улицу.
16 октября 1937 года исполком Ижевского городского совета депутатов переименовал улицу в Пушкинскую в память об А. С. Пушкине.
После окончания Великой Отечественной войны коллективом архитекторов Ленгипрогор под руководством Г. Е. Александрова разработал новый генеральный план Ижевска, согласно которому Пушкинская улица должна была стать магистралью нового центра города.
В соответствии с этими решениями в 1950-е годы началась её реконструкция. Все деревянные строения на участке от Советской до улицы Лихвинцева были снесены. Их место заняли многоэтажные дома в сталинском стиле, которые составили единый архитектурный ансамбль и сделали улицу одной из самых красивых в городе.
В 1953 по 1959 годах восточная сторона улицы была застроена пятиэтажными зданиями (архитекторы В. С. Масевич, В. П. Орлов, Н. И. Нелюбина, И. Т. Ким). В западной части, между Советской улицей на юге и Красногеройской на севере, был возведён стадион «Динамо».
В 1960-е годы началась застройка будущей Центральной площади. В самом её начале, на чётной стороне и на самой высокой точке улицы было сооружено административное здание Совета Министров УАССР, а в 1965 году была построена гостиница «Ижевск» (в настоящее время — «Центральная»).
В 1968 году по Пушкинской прошёл первый ижевский троллейбус. В 1970-е годы застройка улицы продолжилась как в северном, так и в южном направлениях.

## Примечательные здания и сооружения
По нечётной стороне:
- № 53 — банно-гостиничный комплекс «Astory»
- № 157 — торговый центр «Звёздный»
- № 163а — торгово-офисный центр «Айсберг»
- № 165 — торговый центр «Медведь»
- № 185 — музыкальный магазин «Elvis», абонентский зал интернет-провайдера «Марк»
- № 187 — управление Федеральной службы безопасности по Удмуртской Республике
- № 197 — стадион «Динамо»
- № 219 — поликлиника городской клинической больницы № 2
- № 221 — Государственный театр оперы и балета Удмуртской Республики имени П. И. Чайковского (1984, архитектор С. Клеймёнов)
- № 223 — гостиница «Центральная»
- № 245 — Удмуртская государственная филармония
- № 247а — гостиница «Юбилейная»
- № 255 — магазин «Весна»
- № 371 — Республиканский Учебно-методический центр службы занятости населения

По чётной стороне:
- № 62 — автосалон Hyundai
- № 120 — Управление Федеральной службы государственной регистрации, кадастра и картографии по Удмуртской Республике
- № 130 — жилой комплекс «Пушкинский», супермаркет «Гастроном»
- № 136а — магазин мебели «Сэлдом»
- № 138 — транспортные кассы авиакомпании «Ижавиа»
- № 148 — Управление специального строительства по территории № 8 при Спецстрое России
- № 150 — Администрация Первомайского района города Ижевска
- № 164 — отдел оформления заграничных паспортов УФМС России по УР
- № 200 — Республиканская библиотека для детей и юношества
- № 204а — Ижевская государственная медицинская академия (ИГМА)
- № 214 — Дом Правительства Удмуртской Республики
- № 252 — универсам «Магнит» (до 2018 года — супермаркет «Урал»)
- № 268 — НИТИ «Прогресс», Международный Восточно-Европейский Университет (МВЕУ)
- № 270 — Бизнес-центр «Пушкинский»
- № 274 — Верховный суд Удмуртской Республики
- № 276 — здание Администрации города Ижевска и Городской думы Ижевска
- № 278 — удмуртский филиал ОАО «Ростелеком»
- № 284а — деловой центр «Инвест Парк»
- № 294 — главный офис Росгосстрах-Удмуртия

## Общественный транспорт

### Троллейбус
По улице Пушкинской проходят маршруты троллейбусов № 1, 4, 4д, 7. Контактная сеть троллейбусов проведена на участке от Советской до Майской улицы. В перспективе планируется продлить троллейбусную линию на север от улицы Майской до Холмогорова, то есть до конца улицы.

### Автобус
Через улицу Пушкинскую проходит множество автобусных маршрутов.
- 19: от улицы Карла Либкнехта до улицы Холмогорова и от улицы Холмогорова до улицы Чугуевского
- 26: от улицы Советской до Майской и обратно
- 28: от улицы Советской до улицы Холмогорова и обратно
- 39: от улицы Карла Либкнехта до улицы Холмогорова и от улицы Холмогорова до улицы Чугуевского
- 79: от Майской улицы до улицы Холмогорова и обратно

На улице также расположена остановка «Администрация Первомайского района» — конечная популярных пригородных маршрутов № 301, 308, 388.

### Маршрутное такси
- 18: от Майской улицы до улицы Холмогорова и обратно
- 52: от улицы Холмогорова до улицы 10 лет Октября и от улицы 10 лет Октября до улицы Кирова
- 341: от улицы Карла Либкнехта до улицы Ленина и обратно

### Трамвай
На перекрёстках с улицами Кирова и Ленина улицу Пушкинскую пересекают трамвайные пути. Таким образом, выйти к улице можно со станций трамвая: «Международный университет» (маршруты № , , ) и «Красноармейская» (№ , , , , , ).